# 艾吉奥·奥迪托雷·达·佛罗伦萨
艾吉奥·奥迪托雷·达·佛罗伦萨（義大利語：Ezio Auditore da Firenze，義大利語發音：[ˈɛttsjo audiˈtoːre da (f)fiˈrɛntse]）是电子游戏《刺客教條》系列中的虚构角色。艾吉奥身处意大利文艺复兴时期，初次登场于真人短片《刺客信条：世系》，游戏《刺客信条II》、《II：探索》、《兄弟会》、《启示录》以及动画短片《余烬》皆以他为主角。此外，他还是格斗游戏《灵魂能力V》的客串角色。
基于系列游戏的架空设定，艾吉奥于1459年出生在意大利佛罗伦萨的贵族家庭，他的家人长期效力于以阿萨辛派为原型的刺客兄弟会组织。青年时期的艾吉奥亲眼目睹父兄于帕齐阴谋前夕遭诬陷处决，方才知晓自己的刺客血统。艾吉奥追查到彼时由波吉亚家族领导的圣殿骑士组织正是杀害其家人的幕后黑手，此后数年间致力于对抗罗德里哥·波吉亚与切萨雷·波吉亚手下的圣殿骑士势力，最终重新确立刺客兄弟会在意大利的主导地位。他后来又前往西班牙和奥斯曼帝国，消除当地的圣殿骑士威胁并重建刺客组织。晚年的艾吉奥退休后于托斯卡纳乡间过着平静的生活，直到1524年因心脏病发逝世。
艾吉奥这一角色在推出后广受好评，评论家主要称赞整个系列对其成长经历的细致描写和传奇生涯的精彩记述，更视他为史上最具魅力的游戏角色之一。艾吉奥作为唯一贯穿多部主系列作品的主角，同时得益于他的超高人气，通常被认为是《刺客信条》系列最受欢迎的角色，甚至代表着该系列的形象。

## 创作与设计
在创作艾吉奥这一角色时，育碧的开发团队致力于在他与前作主角阿泰尔间构建起风格相仿的外观形象，同时赋予他独特的背景经历和迥异的性格特征，以彰显他同阿泰尔的分别。正如阿泰尔的名字“Altaïr”在阿拉伯语中意为“飞行者”，艾吉奥的名字“Ezio”沿袭前者意象，取古希腊语中“鹰”的含义。但相比自幼接受刺客组织教育、专为刺杀事业而生的阿泰尔，艾吉奥直到十七岁时才得知自己的刺客血统，最初的行事动机仅仅是向杀害家人的凶手复仇——开发者有意展现他身为普通人的一面，以拉近角色与玩家间的距离。不同于身处中世纪的阿泰尔，艾吉奥的形象更具“文艺复兴人”气质：思想开放、追求真理，同时纵情享乐。
艾吉奥起先以公子哥的形象示人，性格张扬且无拘无束；随着游戏故事发展，玩家还会见证他身心的成长与性格的转变：从愤怒到平静，从纯粹的复仇者到正义的寻求者。而在同圣殿骑士的对抗中，孤立无援的艾吉奥开始尝试与佣兵、妓女和盗贼等团体结盟，借助底层人民的力量壮大刺客组织。艾吉奥并非生来就是刺客大师，他也必须不断磨练自身的技能，这使得玩家更能与其产生共鸣。为了自然地体现艾吉奥的成长，游戏内没有技能树，相反代之以朋友和同盟团体的教导，艾吉奥将通过任务自行习得新的动作与能力。《刺客信条III》的创意总监亚历克斯·哈钦森将艾吉奥比作男演员埃罗尔·弗林，认为二者都兼具好色之徒和吹牛大王的特质。
艾吉奥的配音演员罗杰·克雷格·史密斯曾在采访中表示，自己其实不会讲意大利语，为还原角色口音，制作组专门邀请演员艾达·达维什（Ida Darvish）和彼得·阿尔佩塞拉（Peter Arpesella）指导他的发音，因而在史密斯看来，“没有他们，就没有艾吉奥”。

## 作品中表现

### 刺客信条II与II：探索
艾吉奥·奥迪托雷是《刺客信条》系列前期现代故事线主角戴斯蒙德·迈尔斯的父系祖先，后者通过名为Animus的机器提取自身DNA中潜藏的先祖记忆，借此体验艾吉奥的生活。艾吉奥于1459年出生在意大利城市佛罗伦萨的贵族家庭，是奥迪托雷（Auditore）家族的一员。他在17岁前一直过着无忧无虑的富裕生活，又经父亲乔瓦尼（Giovanni）介绍给银行家乔瓦尼·托尔纳博尼当过学徒。但情况在乔瓦尼发现针对佛罗伦萨统治者洛伦佐·德·美第奇的暗杀阴谋后急转直下：他指控弗朗切斯科·德·帕齐参与其中，并将收集的证据转交正义旗手乌贝托·阿尔贝蒂（Uberto Alberti），殊不知后者也是帕齐的同谋。乌贝托反而诬陷奥迪托雷家族策划了这场阴谋，逮捕绞死了家族全体男性成员。彼时艾吉奥在外帮父亲跑腿而躲过一劫，于是继承父亲遗志与刺客衣钵，携母亲和妹妹逃往叔叔马里奥（Mario）所在的家族庄园蒙特里久尼。
在蒙特里久尼，马里奥协助艾吉奥调查阴谋的主使，同时训练他的战斗技能。正当艾吉奥执行着对帕齐家族的复仇计划，却发现更多佛罗伦萨之外的人牵涉其中。接下来的十年里，艾吉奥致力于追踪和消灭各路阴谋参与者，辗转佛罗伦萨、圣吉米尼亚诺和弗利，最后来到威尼斯。此间他也结识了尼科洛·马基雅维利、卡特琳娜·斯福尔扎和列奥纳多·达·芬奇等诸多友人：部分得益于他们的引导，艾吉奥没有被复仇的怒火吞噬，转而踏上了寻求正义的救赎之路。最终艾吉奥了解到，阴谋的始作俑者正是领导意大利圣殿骑士组织的罗德里哥·波吉亚，后者此番意欲找寻上古神器伊甸碎片（Pieces of Eden）之一、能够控制人类心智的伊甸苹果（Apple of Eden）。1488年，艾吉奥于威尼斯截获携伊甸苹果归来的波吉亚，后者则在对峙中自命为有权开启传说中密室（Vault）的先知（the Prophet）。艾吉奥的友人们随即赶到，与其合力击败波吉亚并夺下伊甸苹果，又告知艾吉奥他们都是刺客的真相。艾吉奥方才明白先知就是自己，于是正式加入刺客兄弟会。
不久后艾吉奥护送伊甸苹果前往弗利，恰逢波吉亚为夺取阿泰尔·伊本·拉阿哈德所写有关伊甸苹果的手札而雇佣的军队攻城。艾吉奥在击退来犯者时遇袭受伤，伊甸苹果也被一名路过的修士捡走。康复后的艾吉奥得知此人名叫吉罗拉莫·萨佛纳罗拉，便启程追寻。1491年，艾吉奥听闻波吉亚对克里斯托弗·哥伦布探索新大陆的计划深感兴趣，于是潜入哥伦布与圣殿骑士在威尼斯的会面，意外解救了落入后者圈套的哥伦布。与哥伦布同行的路易斯·德·圣坦杰尔告诉他，托马斯·德·托尔克马达领导的西班牙宗教裁判所正四处搜捕刺客兄弟会成员，艾吉奥遂远赴西班牙营救。在西班牙，艾吉奥挫败了宗教裁判所于巴塞罗那和萨拉戈萨的行动，并救出被圣殿骑士软禁以延长战争的格拉纳达国王穆罕默德十二世。最终路易斯成功说服伊莎贝拉女王资助哥伦布的探险，艾吉奥也在完成使命后回到意大利。
1497年，艾吉奥回到家乡，发现萨佛纳罗拉已在利用伊甸苹果蛊惑市民赶走美第奇家族后接管佛罗伦萨，并下令大规模焚毁艺术品和书籍。艾吉奥于是趁乱刺杀萨佛纳罗拉及其追随者，拿回伊甸苹果的同时终结了后者的严苛统治。到了1499年，艾吉奥和友人们终于集齐阿泰尔的手札，获悉密室就位于罗马西斯廷小堂地下。彼时波吉亚已于1492年成为教皇，其手握的权杖便是另一块伊甸碎片，与伊甸苹果结合即可开启密室。在友人协助下，艾吉奥成功潜入梵蒂冈并试图刺杀教皇，却与权杖力量加身的波吉亚陷入苦战，伊甸苹果也被其抢走。但波吉亚很快发现自己打不开密室，随即被追来的艾吉奥击倒。意识到杀死波吉亚也无法使家人复生，艾吉奥最终决定饶他一命。而当艾吉奥进入密室后，一个全息投影人物出现在他面前：其人自称密涅瓦，来自创造了人类和伊甸碎片的先进文明。确认过艾吉奥先知的身份，密涅瓦转而告知正在使用Animus的戴斯蒙德一场耀斑灾难即将降临，催他赶紧行动。投影至此消失，徒留艾吉奥迷惑于戴斯蒙德究竟是谁。

### 刺客信条：兄弟会
剧情承接《刺客信条II》，艾吉奥结束梵蒂冈之行回到蒙特里焦尼，很快遭同为圣殿骑士的罗德里哥·波吉亚之子切萨雷·波吉亚以教皇名义率军攻城。随着蒙特里焦尼沦陷，切萨雷取得伊甸苹果，卡特琳娜·斯福尔扎被抓，叔叔马里奥遇害，负伤的艾吉奥护送母亲和妹妹逃离庄园，便独自赶往波吉亚家族的统治中心罗马，却因体力不支半道落马。幸得尼科洛·马基雅维利救助，艾吉奥成功抵达，不久伤愈。彼时波吉亚治下的罗马百姓苦不堪言，二人因此计划发动群众解放罗马，推翻波吉亚家族并取回伊甸苹果。艾吉奥遂以市内台伯岛为刺客兄弟会总部，联合妓女、盗贼和佣兵等团体，不断壮大刺客势力。期间他帮助尼古拉·哥白尼躲避圣殿骑士追杀，救出关押在圣天使堡的卡特琳娜，摧毁达·芬奇被迫制造的各式战争机器，并开始招募大批平民加入兄弟会。
到了1503年，眼见时机成熟，艾吉奥正式向波吉亚发起反击：刺杀管理家族财政的“银行家”胡安·波吉亚（Juan Borgia），断绝其资金来源；消灭法国将领瓦卢瓦男爵（Baron de Valois），削弱其援军实力；抓住卢克雷齐娅·波吉亚把柄，取得圣天使堡钥匙，并接替马基雅维利成为刺客组织新任领袖。得知伊甸苹果在教皇手中，艾吉奥重返圣天使堡，却撞见波吉亚父子反目，切萨雷怒杀教皇。艾吉奥先行夺得伊甸苹果，借助其力量彻底摧毁切萨雷的统治根基，不久切萨雷被新任教皇儒略二世下令逮捕。1506年，老友达·芬奇因发现毕达哥拉斯神庙而遭赫耳墨斯主义者绑架，但在其助手萨莱协助下被艾吉奥救出。与此同时，切萨雷在西班牙越狱后投奔纳瓦拉国王胡安三世，次年又领兵围攻比亚纳，却遭遇追踪而来的艾吉奥，一番战斗后被扔下城墙身亡。而早在出发之前，艾吉奥已将伊甸苹果封存在罗马斗兽场地下的朱诺神殿中。

### 刺客信条：启示录
剧情承接《刺客信条：兄弟会》，艾吉奥击败切萨雷后回到意大利，偶然发现父亲信中提及位于昔日刺客组织总部迈斯亚夫城堡下的密室图书馆，藏有大量刺客导师阿泰尔留下的知识。艾吉奥遂于1510年出发，次年抵达迈斯亚夫，不料遭占据此地的圣殿骑士伏击，他们已在尼科洛·波罗日记指引下捷足先登。命悬一线之际，艾吉奥顺利逃脱，又刺杀圣殿骑士队长夺回日记，得知需集齐散落在君士坦丁堡的五把钥匙方可开启图书馆大门。艾吉奥于是前往奥斯曼帝国治下的君士坦丁堡，找寻钥匙的同时帮助优素福·塔齐姆（Yusuf Tazim）领导的当地刺客组织扫清圣殿骑士势力。身居君士坦丁堡期间，艾吉奥结识了意大利书商索菲亚·萨尔托（Sofia Sartor）和奥斯曼王子苏莱曼，前者协助他找到四把钥匙，后者则同他合作打击城内圣殿骑士。从耶尼切里军官塔里克·巴列蒂（Tarik Barleti）处，艾吉奥得知拜占庭王室后裔曼努埃尔·帕里奥洛格斯领导的圣殿骑士正在卡帕多西亚秘密扩军，意图推翻奥斯曼，重建拜占庭。
不久艾吉奥抵达卡帕多细亚地下城市代林库尤，成功刺杀曼努埃尔并拿到第五把钥匙，此时幕后黑手突然现身，竟是苏莱曼的叔叔艾哈迈德王子。艾哈迈德令艾吉奥交出钥匙，被拒后便以索菲亚相要挟并乘船离开。而当艾吉奥赶回君士坦丁堡，发现优素福已遭杀害，爱人索菲亚也被绑走。艾吉奥遂组织剩余刺客发动反击，成功救下索菲亚，随后追至城外，抢回艾哈迈德拿走的钥匙。归来的新任苏丹塞利姆一世处死了艾哈迈德，但也勒令艾吉奥永远离开君士坦丁堡。艾吉奥和索菲亚来到迈斯亚夫，进入图书馆后只发现阿泰尔的遗骸和另一枚伊甸苹果。艾吉奥意识到图书馆的全部作用就是向戴斯蒙德传递另一则信息，而自己在其中不过是名信使。自知已完成了所有的使命，艾吉奥将苹果留在原地，脱下刺客装备正式宣告退休。尽管看不到戴斯蒙德，艾吉奥仍然尝试与他交谈，希望自己过往的经历能帮助他找到这一切问题的最终答案。

### 刺客信条：余烬
《刺客信条：余烬》的故事发生在艾吉奥晚年，彼时他已自刺客兄弟会退休，与妻子索菲亚和一双儿女隐居托斯卡纳乡间庄园。1524年，一名自称邵君（Shao Jun）的中国女刺客忽然登门拜访，请求艾吉奥教她如何团结家乡民众及重建被毁的刺客组织。艾吉奥起初拒绝并要她离开，后来还是为其诚意打动，将自己总结的经验倾囊相授。次日二人自佛罗伦萨回家途中遭遇嘉靖帝派来的杀手伏击，幸得邵君解围。艾吉奥断定庄园已不安全，立刻送妻儿往罗马友人处避难，留下他和邵君等待追兵，期间训练她的战斗技巧，当晚二人即协作击退入侵者。第二天早晨，心愿已了的邵君向艾吉奥道别，又获赠伊甸碎片先行者之盒（Precursor box）。不久后艾吉奥陪同家人来到佛罗伦萨，因身体不适暂歇于集市长椅。一名路过的年轻人向他抱怨这座城市，艾吉奥正试图劝导，却疑似心脏病发，年轻人则在安抚他后离开。艾吉奥最后望向不远处的妻女，随即面带微笑溘然长逝，终年65岁。

## 其他出场

### 刺客信条系列
在育碧为宣传《刺客信条II》而拍摄的真人短片《刺客教條：世系》中，艾吉奥作为配角初次登场，由戴文·博斯蒂克饰演。而在游戏《刺客信条 编年史》里，回到中国的邵君谨遵艾吉奥教诲，成功重建了家乡的刺客组织。艾吉奥还曾现身手游《刺客信条：本色》的DLC“弗利 - 猩红日落”（Forlì - A Crimson Sunset）：故事发生于《刺客信条：兄弟会》时期，在艾吉奥帮助下，主角“鹰”（Lo Sparviero）从波吉亚佣兵手中解救了马基雅维利。
到了现代剧情线，在圣殿骑士下属机构阿布斯泰戈娱乐（Abstergo Entertainment）工作的《刺客信条IV：黑旗》主角黑入公司电脑后，找到一份关于艾吉奥的市场分析：分析认为艾吉奥行为暴力且生性浪荡，还会蛊惑人们接受刺客思想，不适合作为未来开发的游戏主角。尽管如此，在《刺客信条：大革命》开篇，主角仍能从阿布斯泰戈的软件界面看到一款名为《佛羅倫斯的恐懼厭惡》（Fear and Loathing in Florence）的虚构游戏以艾吉奥为主角。
艾吉奥还是免费角色扮演手游《刺客信条：燎原》（Assassin's Creed Rebellion）的可玩角色，该作与《刺客信条II：探索》背景相同，玩家可招募数十名系列角色一同对抗圣殿骑士领导的西班牙宗教裁判所。电子游戏之外，由育碧授权Triton Noir制作的桌游《刺客信条：威尼斯兄弟会》（Assassin's Creed: Brotherhood of Venice）也能选择艾吉奥游玩。

### 灵魂能力V
在2012年发行的格斗游戏《灵魂能力V》中，艾吉奥作为客串角色出场。据游戏内设定，艾吉奥于1506年乘船前往纳瓦拉追杀切萨雷·波吉亚，航行途中发现一伙圣殿骑士密谋利用奇怪的神器推翻阿拉贡的凯瑟琳。当晚艾吉奥击败圣殿骑士，却误触神器，意外穿越到百年后的未来。为此他必须与该系列的角色战斗，直到集齐邪剑（Soul Edge）和灵剑（Soul Calibur）的全部碎片，才能重返自己原来的时代，继续他的旅程。

### 其他作品
艾吉奥的经典形象曾出现在多部作品中。其标志性的长袍是PlayStation 3游戏《小小大星球》、使用Kinect的Xbox 360游戏《强化英雄》，以及以上双平台版本《波斯王子：遗忘之沙》和《最终幻想XIII-2》中可解锁的服装，而《怪物猎人 世界》也推出过以该长袍为奖励的限时活动。此外，预购过《刺客信条：启示录》的《军团要塞2》玩家还能分别获得他名为“Dashin'Hashashin”和“Sharp Dresser”的兜帽与袖剑。
除《灵魂能力V》外，艾吉奥还客串过很多游戏。育碧自家游戏《玩具士兵:战争宝箱》于2015年引入艾吉奥，而在2016年，其又经育碧授权加入莉莉丝游戏开发的免费手游《小冰冰传奇》海外版角色阵容。2018年底，他作为限时BOSS短暂出现在育碧游戏《荣耀战魂》中。到了2022年3月，艾吉奥又成为《堡垒之夜：空降行动》可玩角色，此后一年内于Epic游戏商城购买过《刺客信条：英灵殿》DLC“末日曙光”（Dawn of Ragnarök）即可解锁。
2018年，育碧宣布与酒商Lot18推出以《刺客信条》系列六名角色为主题的联名葡萄酒，艾吉奥为其中之一，该款产品名为“2015 Ezio Auditore Super Tuscan Red Blend”，源于艾吉奥的出生地托斯卡纳。

## 反响
得益于《刺客信条》系列对其心路历程的生动刻画和传奇生涯的精彩记述，艾吉奥这一角色在推出后即收获玩家与媒体一致赞誉。而作为唯一贯穿多部主系列作品的主角，他更被广泛视作整个系列的代表人物，总是在系列最受欢迎角色的投票中居于榜首。育碧也于2016年在PlayStation 4和Xbox One平台单独为他推出过《艾吉奥合集》（The Ezio Collection），收录了除《刺客信条II：探索》外全部以艾吉奥为主角的游戏及影片。
早在艾吉奥刚推出时，诸多评论家便给予好评。GamesRadar+的编辑认为，不同于沉着冷酷的前作主角阿泰尔，艾吉奥个性张扬且充满魅力，“更像是道德观模糊的超级英雄，而非无情杀手”。GameSpy的编辑威尔·塔特尔（Will Tuttle）则表示艾吉奥的最大特色就在于其成长性，从最初讨人厌的纨绔子弟，人生剧变使他担起责任，逐渐赢得玩家的同情与尊重。GameSpot的编辑毫不掩饰自己对艾吉奥的喜爱，称赞其角色完成度远高于阿泰尔。《刺客信条：启示录》发布后，又表扬该作充分展现了艾吉奥身为导师的影响力，以及步入暮年的力不从心。《Game Informer》的编辑纵览《刺客信条II》到《启示录》，艾吉奥从一心复仇的少年成长为寻求智慧的男子，最终化身备受尊敬的导师，构成一道完整的人物弧光。《GamePro》的编辑约翰·戴维森（John Davison）形容艾吉奥身处整个游戏的中心，如同《神秘海域》系列的主角内森·德雷克，艾吉奥“迷人、风趣且富有自嘲精神”，能够更好地吸引玩家进入故事。
艾吉奥还是众多游戏角色评选榜单的常客。2009年艾吉奥刚推出，GameSpot就推选其为当年度“最佳新角色”。而在GameZone全体女性编辑选出的“2009年度游戏之神”，即最具吸引力的男性角色中，艾吉奥位列第3。次年他又取得斯派克电子游戏大奖“年度角色”的提名。随着时间推移，艾吉奥的影响力依然不减。《Game Informer》于2010年举办读者票选活动，艾吉奥荣登“十年来最受欢迎的30位游戏角色”第3名。2011年，吉尼斯世界纪录玩家版选出“史上50大电子游戏角色”，艾吉奥排在第35位。GamesRadar+曾于2012年和2013年举行两次评选，艾吉奥分别入选“7位最狠的新生代游戏角色”第2名及“50大新生代游戏角色”第4名，甚至在其近十年后的发布的“史上50大标志性游戏角色”及“史上最佳25位游戏英雄”榜单中，艾吉奥仍能分别位列第25与第8。无独有偶，《Complex》杂志也于同期发布过两份榜单，各将艾吉奥列为“10佳格斗游戏客串角色”第7位和“史上最狠的50大游戏角色”第37位。此外他还位居UGO网络评选的“最令人难忘的25位意大利游戏角色”第15。类似榜单排名也包括2016年《滚石》旗下网站Glixel发布的“21世纪50大标志性游戏角色”第7，以及2021年《HobbyConsolas》推出的“三十年来30大游戏英雄”第14。
艾吉奥的俊朗外表与穿衣风格也为大众津津乐道。2010年度斯派克电子游戏大奖特意授予他“最佳着装刺客”奖，《Paste》杂志则将其列为“13位最佳着装游戏角色”之一。GamesRadar+于2009年盘点十年间“历年最性感新游戏角色”，其中“2009年度男士”正是艾吉奥。另有《PlayStation英国官方杂志》的“7款游戏里最帅气胡须”评选和Mashable的“10大热门男性游戏角色”榜单，艾吉奥均赫然在列。